# 中原洲一
中原 洲一（なかはら しゅういち、1944年2月28日 - 2004年3月）は、東京都出身の画家。

## 経歴
画家中原淳一と女優葦原邦子の長男として東京東伏見に生まれ、1947年から江古田に育つ。立教中学校（現・立教池袋中学校）に入学後まもなく上級生たちから「お前の父親の悪口を復唱しろ」と迫られるいじめを受け、1年で玉川学園中学部に転校。玉川学園高等部を経て桑沢デザイン研究所卒業。デザイン事務所勤務を経て、1969年、イスラエルに渡りキブツで肉体労働しつつヘブライ語を修得。1972年、日本に帰国。日本イスラエル親善協会理事や同事務局長を歴任。1976年から無所属の画家として活動。移住先のイスラエルで死去。
著書に『父 中原淳一』（中央公論社、1987年）がある。義弟に作曲家加古隆がいる。